# Острів Географічного товариства
Острів Географічного товариства (дан. Geografisk Samfund Ø) — острів біля північно-східного узбережжя Гренландії. На північ від нього розташований острів Імір, на південь острів Трейл, на захід (через фіорд Короля Оскара) — острів Елла. Загальна площа — 1717 км². Найвища точка знаходиться на висоті 1730 метри.

## Геологія
Із заходу на схід, гірські породи, що складають острів, є пісковики приблизно девонського, кам'яновугільного та крейдяного періодів, а деякі невеликі ділянки складаються з тріасових та юрських пісковиків.